# The Tepees
 (avril 2021).
The Tepees sont un ensemble de collines américaines dans le comté d'Apache, en Arizona. Nommées en référence à leur ressemblance supposée avec des tipis, elles culminent à 1 655 mètres d'altitude au sein du parc national de Petrified Forest, en bordure de la Blue Mesa.